# Pisa (крейсер)
«Піза» (італ. Pisa) — броненосний крейсер однойменного типу Королівських ВМС Італії початку XX століття.

## Історія створення
Крейсер «Піза» був закладений 20 лютого 1905 року на верфі «Cantiere navale fratelli Orlando» у Ліворно. Спущений на воду 15 вересня 1907 року, вступив у стрій 1 вересня 1909 року.

## Історія служби

### Італійсько-турецька війна

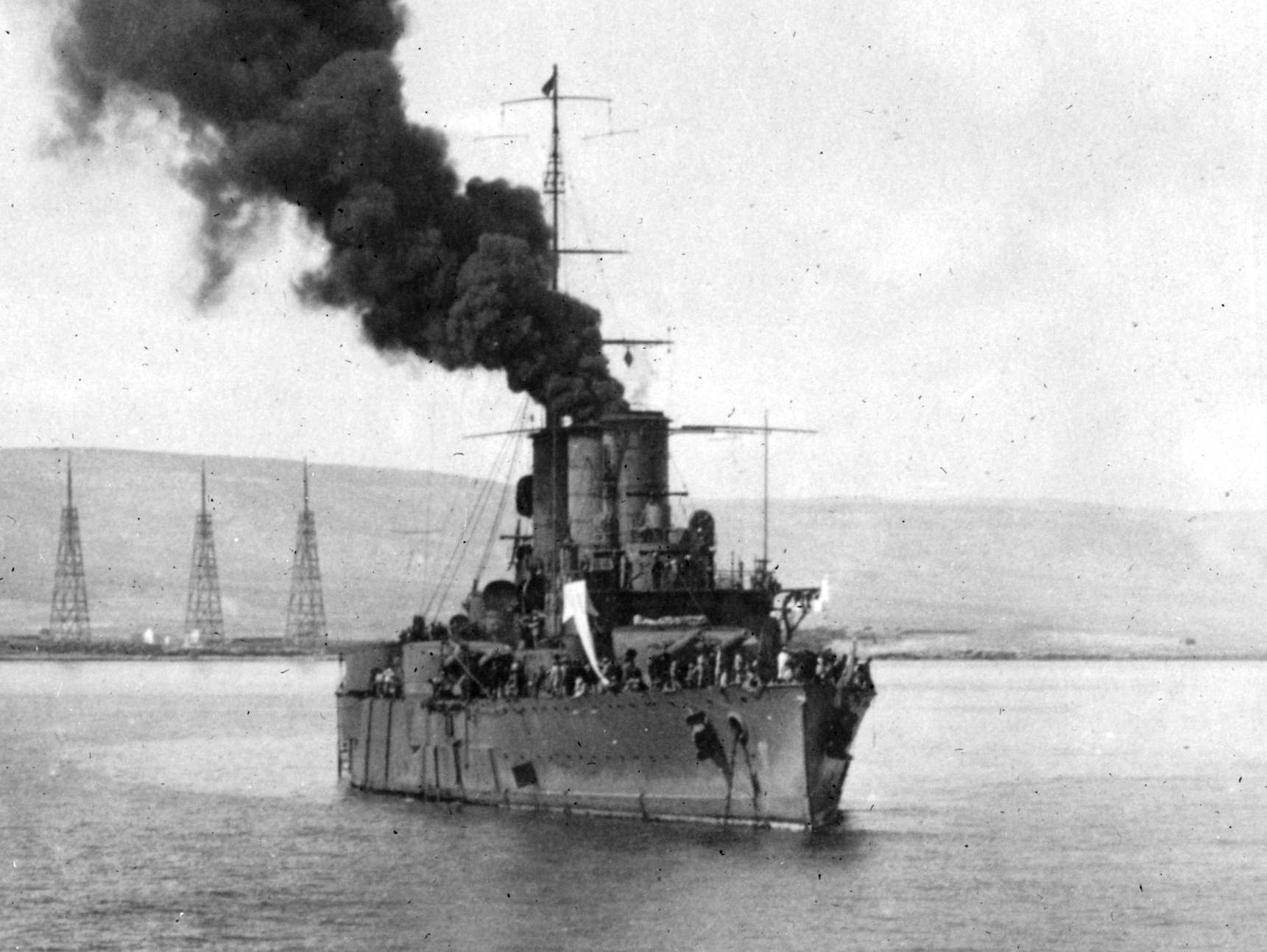
Крейсер «Піза» біля міста Дерна

Під час італійсько-турецької війни крейсер «Піза» діяв поблизу Дарданелл, Киренаїки, Триполітанії та в Егейському морі. Він входив до складу 2-го Дивізіону 1-ї Ескадри Середземноморського флоту, та був флагманським кораблем віце-адмірала Ернесто Пресбітеро(італ. Ernesto Presbitero).
24 вересня ескадра італійського флоту, куди, крім «Пізи», входили лінкори «Рома» та «Наполі», крейсери «Джузеппе Гарібальді», «Амальфі», «Франческо Ферруччо» та «Варезе», а також 2 дивізіони есмінців вирушила на блокаду Триполі. 
3 жовтня частина ескадри вирушила до Тобрука, де здійснювала обстріл міста. 4 жовтня Тобрук був захоплений .
15 жовтня «Піза», «Амальфі», «Наполі», «Сан-Марко», 3 есмінці та 2 міноносці вирушили до міста Дерна. Після того, як турецький гарнізон відмовився капітулювати, італійські кораблі обстріляли місто та висадили десант. Турки відповіли рушничним вогнем, після чого крейсер «Піза» обстріляв місто зі 190-мм гармат, завдавши йому значних руйнувань. Увечері місто було захоплене італійськими військами.
У 1912 році крейсер був включений до складу 1-го Дивізіону флоту, разом з лінкорами «Рома», «Наполі», «Вітторіо Еммануеле», крейсерами «Амальфі», «Сан-Марко» та «Веттор Пізані».
13 квітня ескадра вирушила в Егейське море для обстрілу турецького узбережжя. 17 квітня 1-й дивізіон об'єднався поблизу Астипалеї з 2-м Дивізіоном у складі лінкорів «Реджина Маргерита», «Бенедетто Брін», «Еммануеле Філіберто», «Амміральйо ді Сен-Бон», крейсерів «Джузеппе Гарібальді», «Франческо Ферруччо» та «Варезе». Італійська ескадра, в авангарді якої були «Піза» та «Амальфі», вирушила до Дарданелл, намагаючись виманити турецький флот. При наближенні до протоки 4 турецькі батареї відкрили вогонь. Артилерійська перестрілка тривала 2 години на дистанції 8 км. 19 квітня більша частина італійської ескадри вирушила до Італії. «Піза», «Амальфі» та кораблі супроводу залишились поблизу Дарданелл для знищення телеграфних кабелів та берегової інфраструктури зв'язку.
28 квітня кораблі висадили десант, який захопив острів Астипалея. У травні крейсер «Піза» брав участь в окупації острова Калімнос (Додеканеські острови).

### Перша світова війна
Коли у квітні 1915 року Італія вступила у Першу світову війну, крейсер «Піза» перебував у Таранто.
У червні він разом з крейсерами «Амальфі», «Сан-Марко» та «Сан-Джорджо» був переведений у Венецію для захисту адріатичного узбережжя від атак австро-угорського флоту.
Після того, як 15 липня 1915 року крейсер «Амальфі» був потоплений австро-угорським підводним човном, італійський флот відмовився від активних операцій. 
У 1916 році 4-й Дивізіон, куди входили «Піза», «Сан-Марко» та «Сан-Джорджо», був переведений у Валону, а потім у Бриндізі. Він діяв у південній Адріатиці та Іонічному морі.
12 жовтня 1918 року дивізіон у складі крейсерів «Піза», «Сан-Марко» та «Сан-Джорджо» вирушив бо міста Дураццо для обстрілу австро-угорської військово-морської бази. Під час обстрілу був потоплений пароплав «Stambul» та пошкоджені есмінці «Scharfschutze» та «Graz».
6 листопада «Піза», «Сан-Марко» та «Сан-Джорджо» вирушили до Поли для допомоги військам, які окупували місто.

### Післявоєнна служба
У 1921 році вже застарілий крейсер «Піза» був перекласифікований в броненосець берегової оборони. Корабель пройшов модернізацію, під час якої була встановлена фок-щогла, а також розміщений гідролітак. У 1925 році корабель був перекласифікований на навчальний.
У 1930 році корабель був переобладнаний на плавучу казарму.
28 квітня 1937 року він був виключений зі списків флоту та зданий на злам.